# Menandro (gnóstico)
Patriarca gnóstico da corrente caldeu-síria (não confundir com Menandro o poeta), foi uma das figuras mais importantes do Gnosticismo.
Como Simão Mago, era da mesma cidade de seu Mestre e transmitiu os ensinamentos Gnósticos e como também mágicos. A sua doutrina afirmava que  a Gnose podia entender e controlar as forças da Natureza. O seu centro atividades era a cidade de Antioquia. Menandro afirmava que havia uma entidade superior ao Demiurgo, o Pai Inefável, na administração do mecanismo Universal. Foi o primeiro Gnóstico a separar as duas entidades.